# Ролінз
Ролінз (англ. Rawlins) — місто (англ. city) в США, в окрузі Карбон штату Вайомінг. Населення — 8221 особа (2020).

## Географія
Ролінз розташований за координатами 41°47′7″ пн. ш. 107°13′27″ зх. д. / 41.78528° пн. ш. 107.22417° зх. д. (41.785169, -107.224056).  За даними Бюро перепису населення США в 2010 році місто мало площу 21,44 км², з яких 21,35 км² — суходіл та 0,10 км² — водойми.

### Клімат
| Клімат : Ролінз                    | Клімат : Ролінз | Клімат : Ролінз | Клімат : Ролінз | Клімат : Ролінз | Клімат : Ролінз | Клімат : Ролінз | Клімат : Ролінз | Клімат : Ролінз | Клімат : Ролінз | Клімат : Ролінз | Клімат : Ролінз | Клімат : Ролінз | Клімат : Ролінз |
| Показник                           | Січ.            | Лют.            | Бер.            | Квіт.           | Трав.           | Черв.           | Лип.            | Серп.           | Вер.            | Жовт.           | Лист.           | Груд.           | Рік             |
| Абсолютний максимум, °C            | 13,3            | 14,4            | 20,0            | 25,0            | 31,1            | 36,1            | 36,7            | 36,7            | 35,0            | 27,2            | 21,1            | 13,9            | 36,7            |
| Середній максимум, °C              | 0,8             | 2,8             | 7,5             | 12,8            | 18,7            | 25,5            | 29,6            | 28,8            | 22,9            | 15,4            | 6,1             | 1,4             | 14,4            |
| Середня температура, °C            | −5              | −3,3            | 1,0             | 5,3             | 10,5            | 16,3            | 19,9            | 19,2            | 13,8            | 7,5             | −0,3            | −4,4            | 6,8             |
| Середній мінімум, °C               | −10,8           | −9,4            | −5,5            | −2,2            | 2,3             | 7,0             | 10,3            | 9,6             | 4,7             | −0,5            | −6,6            | −10,3           | −0,9            |
| Абсолютний мінімум, °C             | −37,8           | −37,8           | −30,6           | −23,9           | −11,7           | −6,1            | 0,0             | −2,2            | −13,3           | −27,8           | −30,6           | −37,2           | −37,8           |
| Норма опадів, мм                   | 14              | 13              | 17              | 27              | 38              | 24              | 23              | 21              | 21              | 22              | 17              | 12              | 249             |
| ---------------------------------- | --------------- | --------------- | --------------- | --------------- | --------------- | --------------- | --------------- | --------------- | --------------- | --------------- | --------------- | --------------- | --------------- |
| Джерело: NOAA (normals, 1971–2000) |                 |                 |                 |                 |                 |                 |                 |                 |                 |                 |                 |                 |                 |

## Демографія
Згідно з переписом 2010 року, у місті мешкало 9259 осіб у 3443 домогосподарствах у складі 2206 родин. Густота населення становила 432 особи/км².  Було 3960 помешкань (185/км²).
Расовий склад населення:
| - 84,7 % — білих - 1,3 % — корінних американців - 1,1 % — чорних або афроамериканців - 1,0 % — азіатів - 0,1 % — вихідців з тихоокеанських островів - 9,2 % — осіб інших рас |

До двох чи більше рас належало 2,7 %. Частка іспаномовних становила 24,3 % від усіх жителів.
За віковим діапазоном населення розподілялося таким чином: 25,5 % — особи молодші 18 років, 65,2 % — особи у віці 18—64 років, 9,3 % — особи у віці 65 років та старші. Медіана віку мешканця становила 34,3 року. На 100 осіб жіночої статі у місті припадало 120,6 чоловіків;  на 100 жінок у віці від 18 років та старших — 124,5 чоловіків також старших 18 років.
Середній дохід на одне домашнє господарство  становив 66 688 доларів США (медіана — 56 838), а середній дохід на одну сім'ю — 73 607 доларів (медіана — 70 000). Медіана доходів становила 51 490 доларів для чоловіків та 32 175 доларів для жінок. За межею бідності перебувало 15,7 % осіб, у тому числі 23,6 % дітей у віці до 18 років та 6,9 % осіб у віці 65 років та старших.
Цивільне працевлаштоване населення становило 4528 осіб. Основні галузі зайнятості: мистецтво, розваги та відпочинок — 14,8 %, освіта, охорона здоров'я та соціальна допомога — 14,6 %, публічна адміністрація — 12,6 %, транспорт — 11,3 %.
За даними перепису 2000 року,
на території муніципалітету мешкало 8538 людей, було 3320 садиб та 2237 сімей.
Густота населення становила 445,5 осіб/км². Було 3860 житлових будинків.
З 3320 садиб у 33,9% проживали діти до 18 років, подружніх пар, що мешкали разом, було 52,6 %,
садиб, у яких господиня не мала чоловіка — 10,5 %, садиб без сім'ї — 32,6 %.
Власники 26,9 % садиб мали вік, що перевищував 65 років, а в 8,6 % садиб принаймні одна людина була старшою за 65 років.
Кількість людей у середньому на садибу становила 2,45, а в середньому на родину 2,97.
Середній річний дохід на садибу становив 36 600 доларів США, а на родину — 42 137 доларів США.
Чоловіки мали дохід 33 179 доларів, жінки — 22 580 доларів.
Дохід на душу населення був 17 887 доларів.
Приблизно 10,4 % родин та 13,7 % населення жили за межею бідності.
Серед них осіб до 18 років було 18,2 %, і понад 65 років — 17,7 %.
Середній вік населення становив 36 років.